# Parti vidrapók
A parti vidrapók (Dolomedes plantarius) a pókszabásúak (Arachnida) osztályának a pókok (Araneae) rendjéhez, ezen belül a főpókok (Araneomorphae) alrendjéhez és a csodáspókfélék (Pisauridae) családjához tartozó faj.

## Előfordulása
A parti vidrapók Európában nagy részén elterjedt, de az utóbbi időben populációi jelentősen visszaszorultak, elsősorban elterjedési területe nyugati és középső részén. A legtöbb európai országban veszélyeztetett. Angliában csak 1956-ban fedezték fel, ott két helyről ismert.

## Megjelenése
A nőstény testhossza 17–22 mm, a hímé 13–18 mm. Testszíne egyöntetű bársonyos sötét- vagy mogyoróbarna, fejtora és potroha oldalán jellegzetes fehér vagy krémsárga sáv húzódik végig.

## Életmódja

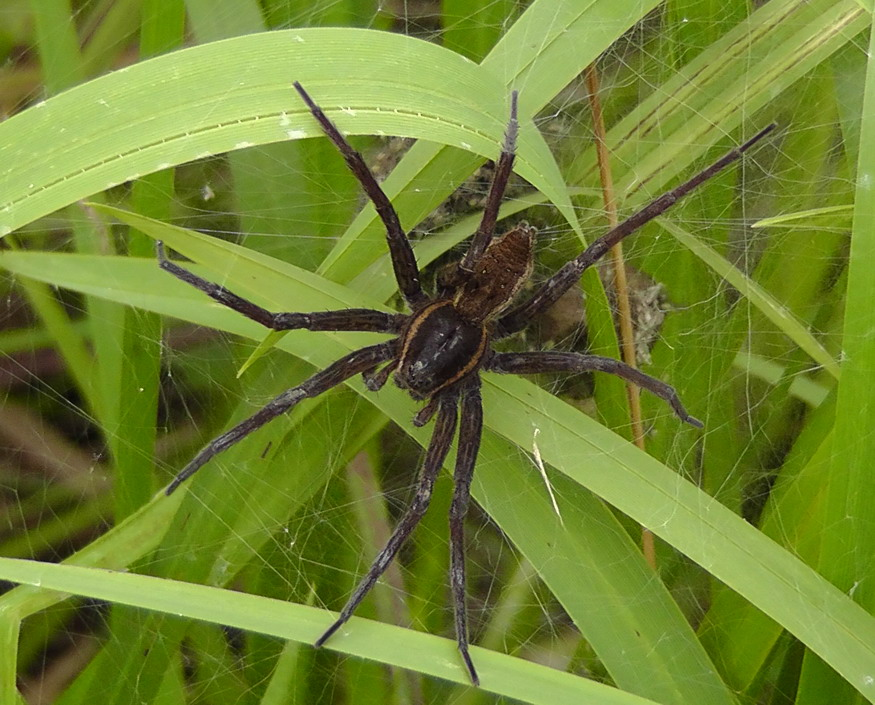
Hím parti vidrapók

A vidrapókok ragadozók, de hálót nem készítenek. A vízparton lesben állva vadásznak, hátsó lábuk egy levélen vagy a parton, első lábaikat pedig a vízfelszínre fektetve érzékelik a zsákmányuk okozta vízfodrozódást. A víz felszíni feszültségét kihasználva tudnak futni a felszínén. Elsősorban vízirovarokra, molnárpoloskákra, szitakötőlárvákra vagy akár apróhalakra is vadászik.
Többnyire két évig élnek, ivarérettek a második év tavaszán lesznek. Szaporodás után a hímek július közepén, a nőstények a nyár végén elpusztulnak. A hím hosszú ideig, gondos koreográfia szerint udvarol a nősténynek a vízfelszínen. A nőstények néhány száz petéjüket egy 1 cm átmérőjű selyemgubóban hordozzák magukkal, körülbelül három hétig. Meleg időben rendszeren megmerítik petéiket a vízben, hogy elkerüljék a túlmelegedésüket. Amikor közeledik a kikelés ideje, a vízparti növényeken, 10–100 cm magasan hálót szőnek, ebbe helyezik a kokont, majd néhány napig őrzik amíg valamennyi utód kikel és szétrajzik a környező növényzetben.